# Le Rebelle (film, 1949)
Pour les articles homonymes, voir Le Rebelle.
Pour plus de détails, voir Fiche technique et Distribution.
Le Rebelle (The Fountainhead) est un film dramatique américain réalisé par King Vidor, sorti en 1949.
Le film est l'adaptation d'un roman d'Ayn Rand, La Source vive (The Fountainhead), publié en 1943.

## Synopsis

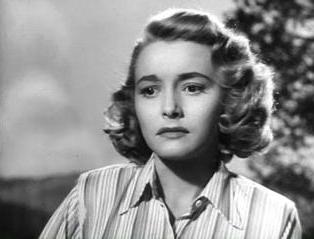
Patricia Neal dans une scène du film.

Howard Roark est un architecte idéaliste et individualiste. Il est renvoyé de son université car ses vues sont jugées trop novatrices au regard de la norme architecturale du jour. Henry Cameron, un architecte qui partage sa vision, sauve sa carrière en l'employant.
Quelques années plus tard, les attaques du journal The Banner font sombrer Cameron dans l'alcoolisme. Mourant, il avertit Roark que la même chose l'attend à moins qu'il n'accepte de transiger avec ses idéaux. Mais Roark refuse et préfère travailler dans une carrière de granite dans le Connecticut plutôt que de modifier sa maquette pour le siège de la Security Bank of Manhattan. Parallèlement, c'est en travaillant dans la carrière de granite qu'il rencontre Dominique Francon, femme riche et très individualiste également, et que débute une histoire d'amour tourmentée.
Finalement, la patience d'Howard Roark est récompensée et ses créations architecturales connaissent du succès. Il accepte de réaliser un projet sous le nom d’un ami architecte à la condition que rien n’y soit modifié. Voyant finalement son projet défiguré au nom du bien commun, Roark fait exploser le chantier. Rattrapé par la justice, il est jugé. Le discours d'Howard Roark lors de son procès est une des plus vibrantes illustrations de l'individualisme radical d'Ayn Rand. L'architecte y défend son droit à exiger que ses créations soient telles qu'il les a voulues et non telle que la société les voudrait.

## Thématiques abordées
Sur cette histoire, se greffent plusieurs intrigues :
Une lutte de l'individu contre le collectif : Howard Roark est intransigeant sur ses principes, face au conseil d’administration de la Security Bank of Manhattan, face à la campagne de presse lancée contre une de ses œuvres par le journal The Banner, face à Cortland Home dont on a dénaturé le projet originel.
Une intrigue amoureuse entre deux êtres qui se cherchent et qui ne se trouveront qu'au dénouement du film : dans la carrière de granite, il rencontre Dominique Francon, rédactrice au journal The Banner et fille d'un architecte de la norme. Il vit une brève idylle avec elle, puis ne la voit plus. Elle épouse Gail Wynand, propriétaire de The Banner qu'elle n'aime pas. Roark revoit Dominique le jour où, venant féliciter l'auteur du Enright Building qu'elle admire, elle se rend compte qu'il s'agit de lui.
Une lutte contre lui-même pour le propriétaire du journal : Gail Wynand admire et jalouse l'intégrité d'Howard Roark mais commence par le combattre pour flatter les instincts de la rue. Il se rallie finalement à lui et le soutient dans son procès pendant un temps. Mais n'ayant pas la force morale de Roark, il cède à la pression de la masse et trahit son ami. Plein de regrets, il confie à Roark la réalisation du Wynand Building et se suicide.

## Fiche technique
- Titre : Le Rebelle
- Titre original : The Fountainhead
- Réalisation : King Vidor
- Scénario : Ayn Rand d'après son roman La Source vive (The Fountainhead) sorti en 1943
- Photographie : Robert Burks
- Montage : David Weisbart
- Musique : Max Steiner
- Direction artistique : Edward Carrere
- Décors : William Kuehl
- Costumes : Milo Anderson, Clayton Brackett, Martha Bunch
- Effets visuels : Edwin B. DuPar
- Son : Oliver S. Garretson
- Producteur : Henry Blanke
- Société de production : Warner Bros. Pictures
- Société de distribution : Warner Bros. Pictures
- Pays d'origine :  États-Unis
- Langue originale : anglais
- Format : noir et blanc — 35 mm — 1,37:1 — son Mono (RCA Sound System)
- Genre : Film dramatique
- Durée : 114 minutes (1 h 54)
- Dates de sortie :
  - États-Unis : 2 juillet 1949
  - Suède : 26 septembre 1949
  - Finlande : 11 novembre 1949
  - France : 8 mars 1950 (Festival de Cannes) / 31 mars 1950 (sortie nationale)
  - Portugal : 17 avril 1950
  - Japon : 9 décembre 1950

## Distribution
- Gary Cooper (VF : Jean Davy) : Howard Roark
- Patricia Neal (VF : Françoise Gaudray) : Dominique Francon
- Raymond Massey (VF : Claude Péran) : Gail Wynand
- Kent Smith (VF : Raymond Loyer) : Peter Keating
- Robert Douglas (VF : Maurice Dorléac) : Elsworth Toohey
- Henry Hull (VF : Jean d'Yd) : Henry Cameron
- Ray Collins (VF : Jean Brochard) : Roger Enright
- Moroni Olsen (VF : Christian Argentin) : le président
- Jerome Cowan (VF : Robert Dalban) : Alvah Scarret

Acteurs non crédités
- John Alvin : un jeune intellectuel
- Monte Blue : l'employé de la station-service
- Glen Cavender : un badaud
- Dorothy Christy : une femme de la société
- Ann Doran : la secrétaire de Wynand
- John Doucette : Gus Webb
- Charles Evans : un membre du conseil d'administration du Banner
- Thurston Hall : un homme d'affaires
- Paul Harvey : un homme d'affaires
- Russell Hicks : un membre du conseil
- Douglas Kennedy : un journaliste
- Almira Sessions : la gouvernante de Dominique
- Larry Steers : un invité
- Charles Trowbridge : un détective
- Tito Vuolo : Pasquale Orsini
- Josephine Whittell : l'hôtesse au cocktail de campagne contre Wynand
- Frank Wilcox : Gordon Prescott
- Harry Woods : un surveillant de carrière

## Production

### Scénario et dialogues
Le personnage d'Howard Roark est inspiré par la vie et l'œuvre de Frank Lloyd Wright, malgré le déni sans appel de l'auteur du roman et du scénario, Ayn Rand : 

« Il n'y aucune ressemblance entre Roark et M. Wright en ce qui concerne la vie privée, le personnage et la philosophie. Le seul parallèle qu'on puisse discerner entre eux n'est qu'architectural, de par leur position dans l'architecture moderne. »

— In Letters of Ayn Rand
Ayn Rand exigea que la plaidoirie d'Howard Roark pour sa défense soit conservée sans aucune modification. Au dernier moment, King Vidor essaya de la réduire mais Rand fit appel au président de la Warner pour obtenir qu'elle soit filmée en intégralité. Elle obtiendra gain de cause. Cette tirade, qui dure six minutes, est une des plus longues de l'histoire du cinéma. La défense de Howard Roark présente de nombreuses similitudes avec celle produite par Hank Rearden dans La Grève (Atlas Shrugged) lorsque ce dernier est jugé pour avoir enfreint un règlement du Bureau of economic planning and national resources.

### Casting

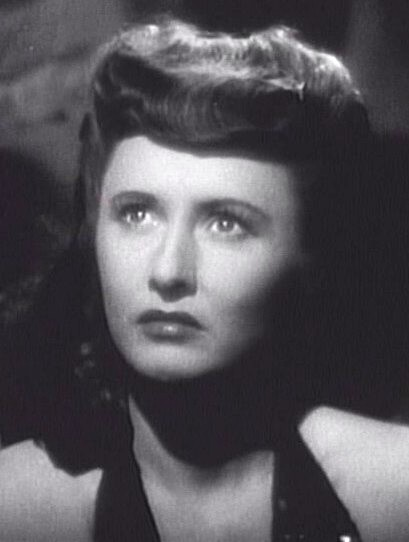
Barbara Stanwyck persuada la Warner d'acheter les droits du roman afin d'incarner le rôle féminin principal de Dominique Francon.

Comme pour Autant en emporte le vent, le succès du roman The Fountainhead, amena des spéculations pour trouver les acteurs qui personnifieraient les personnages.
Le désir d'incarner Dominique Francon, le personnage féminin, avait motivé Barbara Stanwyck de convaincre Jack Warner d'acheter les droits du roman en 1943. Elle proposa aussi le nom d'Humphrey Bogart pour l'architecte. Cependant les studios de la Warner l'écartèrent du projet, ce qui amena celle-ci à rompre son contrat, par ailleurs King Vidor la trouvait trop vieille pour le personnage.
D'autres comédiennes furent pressenties pour incarner Dominique Francon, Lauren Bacall, Ida Lupino, Jennifer Jones, Gene Tierney. Veronica Lake prétendit que le rôle avait été écrit pour elle, car dans le roman le personnage porte la même coiffure qu'elle. Joan Crawford, qui convoitait le rôle, organisa un dîner pour Ayn Rand dans la perspective d'être choisie pour le film, ayant fait en sorte de porter une robe du soir similaire à celle du personnage. Bette Davis voulut aussi incarner Dominique Francon, mais du fait de son âge et de sa cote déclinante au box-office, elle se heurta au refus du réalisateur King Vidor et du producteur Henri Blanke.
Approchée par Stanwyck, Ayn Rand lui avoua que le type d'actrice qu'elle voyait pour le personnage était Greta Garbo, qui fut contactée. Après avoir lu le script, la comédienne accepta mais elle se ravisa et déclina la proposition lorsqu'elle apprit qu'elle devait tourner des scènes d'amour avec Gary Cooper. Jack Warner organisa une réception pour chercher la comédienne qui pourrait incarner le rôle, y invitant plusieurs actrices dont Patricia Neal. Celle-ci fut présentée à Gary Cooper et à King Vidor, qui lui proposa le personnage après un entretien de quinze minutes. Pour le réalisateur elle correspondait au personnage et sa grande taille s'accordait à celle de Gary Cooper.
Pour le comédien qui devait incarner Howard Roark, outre Humphrey Bogart, on pensa à Alan Ladd (avec comme partenaire Lauren Bacall). La presse de l'époque fit courir la rumeur que Clark Gable avait lu le roman, et avait l'intention de contacter la MGM pour en acquérir les droits et incarner l'architecte. Contacté par la production, Gary Cooper hésita d'abord à incarner l'architecte. Son représentant I.H. Prinzmetal avait refusé le rôle, arguant que le public de Cooper étant populaire alors que le personnage correspondait aux attentes d'un public intellectuel. Mais son épouse Rocky, qui avait lu le roman, lui conseilla fortement d'accepter le rôle.
Pour le rôle de Gail Wynand, le puissant directeur du journal The Banner, la Warner proposa Melvyn Douglas, mais il fut refusé par Ayn Rand qui lui préféra l'acteur américain né à Toronto Raymond Massey. Le rôle d'Elsworth Toohey, le critique acharné à faire tomber Howard Roark, fut d'abord envisagé pour Clifton Webb qui était soutenu par le producteur Henry Blanke. Mais la Warner craignait que le public ne l'accepte pas dans le rôle d'un méchant. Finalement ce fut un autre acteur britannique, Robert Douglas, qui hérita du rôle.

## Analyse
- L'audace principale du Rebelle tient dans le fait que King Vidor a utilisé la matière biographique et romanesque d'Ayn Rand « pour construire […] une allégorie philosophique, un poème abstrait où chaque personnage représente une idée, une entité, incarne une valeur ou une non-valeur à l'intérieur du credo vidorien[6] ».
- L'œuvre s'inscrit, quand même, « dans la grande tradition des films centrés sur un personnage principal, que le spectateur suit avec intérêt du début jusqu'à la fin, et auquel il peut s'identifier. Il est certes un peu difficile de coïncider avec Howard Roark (Gary Cooper), qui est un intellectuel et un être d'exception. Mais, dans les dernières années, les considérations morales sont devenues moins nécessaires à l'identification que la présence physique à l'écran. […] Voilà qui différencie le film du roman, composé, […], de quatre parties portant chacune le nom de l'un des hommes du roman », écrit Luc Moullet[7].
- Au personnage incarné par Gary Cooper est « échu le rôle capital de représenter le créateur indépendant (un architecte) dans l'action duquel s'incarnent les forces vives de l'univers. C'est à travers lui que Vidor a bâti son éloge — plus métaphysique que moral — de l'intégrité, de l'individualisme et d'un orgueil qui rend à l'homme cette étincelle divine par quoi il se sent supérieur à toute matière[6]. »
- Face à ce héros si résolu, « ce surhomme — le roman d'Ayn Rand, à sa sortie, s'ouvrait sur une citation de Nietzsche — parfois peu vraisemblable, il nous est proposé une galerie de personnages cherchant à faire ce qu'ils détestent le plus, à agir contre leurs désirs et contre leurs goûts, car ils sentent que le Système interdira leur liberté[7]. »
- Ainsi, de Dominique Francon (Patricia Neal) qui prend pour fiancés, puis pour époux, les hommes qu'elle méprise le plus : « […] sur les deux tiers du film, on peut la cataloguer comme masochiste, contradictoire et versatile[7]. » Quant à Gail Wynand (Raymond Massey), il symboliserait l'« opportunisme au pouvoir ». « Wynand veut l'argent, et plus encore que l'argent, le pouvoir. Peu importe la cause qu'il défend. […] Il est le double raté de Roark, auquel l'attache un rapport presque homosexuel », juge Luc Moullet[7]. Ellsworth Toohey (Robert Douglas), critique d'art architectural conformiste, « représente la démagogie intellectuelle et politique qui a besoin d'une impersonnalité, d'une uniformité collectives pour asseoir sa puissance[6]. » Comme Dominique Francon (Patricia Neal), il admire et reconnaît pourtant le génie de Roark.
- « On remarquera que dans le film, il y a deux critiques, l'un bon (Dominique), l'autre mauvais (Toohey), deux commanditaires, l'un versatile et plutôt négatif, l'autre plus bienveillant et plus humain (Enright/Ray Collins), deux architectes, l'un génial (Roark/Gary Cooper), l'autre sans envergure (Keating/Kent Smith), de même qu'au début du film, il y avait le maître et l'élève (Cameron et Roark). Une structure de film fondée sur plusieurs duos dont les deux composants sont très opposés[7]. »

## Réception critique et publique
Aux États-Unis, la presse américaine jugea négativement le film. Variety du 24 juin 1949 trouva le film « froid, sans émotion, bavard » et condamna le choix de Gary Cooper comme interprète de Howard Roark. Le New York Times du 9 juillet, sous la plume de Bosley Crowther, déclara : « Un film que vous n'avez même pas besoin de voir pour ne pas y croire. »
Le film de King Vidor ne remporta pas le succès escompté. Avec un budget quatre fois plus important que celui du film La Furie du désir, les recettes se montent à environ 2 900 000 dollars pour un coût de 2 511 000 dollars, frais d'édition non compris. La Warner Bros et Ayn Rand constatèrent que l'accueil du film fut plus favorable auprès des classes moyennes, alors qu'ils destinaient ce film à un public plus intellectuel.
Aujourd'hui, le film a été réévalué, Télérama parlant d' « une œuvre inoubliable, inspirée par la vie de l'architecte génial et provocateur Frank Lloyd Wright. Hymne à l'individualisme forcené. Vidor, avec des illuminations proches du surréalisme, réconcilie le mythe du pionnier avec celui du businessman. Fulgurant. »
TéléCabSat écrit : « Un très grand Gary Cooper est la clef de voûte de ce film qui a marqué par sa puissance et par son discours sur la création. »